# Верхнемакеевское сельское поселение
Верхнемакеевское сельское поселение — муниципальное образование в Кашарском районе Ростовской области.
Административный центр поселения — слобода Верхнемакеевка.

## География
Общая площадь муниципального образования Верхнемакеевское сельское поселение составляет 181,9 кв. км.  Протяженность с востока на запад  составляет  36 км,  с севера на юг  — 9 км. Численность населения - 1581  человек.
На территории поселения расположены: одна школа, д/садов – 1, ФАПов – 3 , ОСО №3 – 1, МУК ДК  – 1, библиотека – 1,   объектов сельхозпроизводства – 2, магазины - 13, почтовые отделения — 1.
Основным производственным направлением территории поселения является производство и переработка сельхозпродукции.

## История
В слободе Верхнемакеевке два раза в год (осенью и весной) проходила ярмарка. Из окрестных сёл и городов сюда приезжали купцы, торговцы, крестьяне, кому надо было что-то продать или купить. Прибывали предприимчивые люди и устраивали различные увеселения. Ярмарка длилась обычно две недели. Сначала три дня продавали овец, потом крупный рогатый скот, остальные дни шла торговля «красным товаром», мануфактурой, платками, вениками. 
На ярмарке крутились карусели, циркачи в масках и пёстрых костюмах «показывали комедии». До ночи не закрывались кабаки и другие питейные заведения. Ярмарка приносила барыши и выгоды только богатым, а крестьяне часто и здесь не находили того, что им нужно для своего скудного хозяйства, или втридорога платили за недорогую, но необходимую им в данный момент мелочь.
Эта группа помещиков, купцов, торговцев держала всю власть в слободе в своих руках: середняки и бедняки никакого влияния на общественную жизнь не имели. В лучшем случае отдельным из них удавалось, когда они находились на военной службе, дослужиться до чина урядника или вахмистра.
В Верхнемакеевке до Октябрьской революции было две школы. Одна была казённая, в ней было три класса. В школе преподавали грамматику, арифметику, Закон Божий и церковно-славянский язык.  Учились преимущественно дети крестьян и бедняков. Была и церковно-приходская школа. Она была при церкви и располагалась в церковной караулке, в другой половине жили звонари.

## Административное устройство
В состав Верхнемакеевского сельского поселения входят:
- слобода Верхнемакеевка;
- хутор Анисимовка;
- хутор Кривошлыков;
- хутор Новочигириновский;
- хутор Новояблоновский;
- хутор Речка.

## Население
| 2010  | 2012  | 2013  | 2014  | 2015  | 2016  | 2017  |
| ----- | ----- | ----- | ----- | ----- | ----- | ----- |
| 1650  | ↘1593 | →1593 | ↘1569 | ↘1545 | ↘1544 | ↘1531 |
| 2018  | 2019  | 2020  | 2021  |       |       |       |
| ↘1518 | ↘1476 | ↘1447 | ↘1441 |       |       |       |

## Достопримечательности
- Памятник "Родина-Мать".
- В центре села стоял храм, построенный в 1794 году на средства помещика, полковника Василия Ивановича Иловайского. В апреле 1894 года храм сгорел до основания с главным алтарём и передней частью. Потом духовная консистория разрешила произвести пристройку с двумя престолами во имя Покрова Пресвятой Богородицы и Хрисанфа и Дарьи, по плану и прилагаемым чертежам, полученным от епархиального архитектора. Храм строили на деньги, которые собирали с прихожан церковные старосты[13].